# Riksmötet 2022/2023
Riksmötet 2022/2023 är Sveriges riksdags verksamhetsår 2022–2023. Det inleddes med upprop och val av talman den 26 september 2022, och öppnades formellt vid riksmötets öppnande den 27 september 2022. Riksmötet avslutades den 12 september 2023, då ett nytt riksmöte inleddes.

## Händelser och beslut i urval

### Val av talman och vice talmän
Den nyvalda riksdagen sammanträdde för första gången efter riksdagsvalet den 26 september 2022, under ledning av ålderspresident Carina Ohlsson (S). Andreas Norlén (M) återvaldes som talman av en enhällig riksdag, då samtliga åtta riksdagspartier ställde sig bakom förslaget att välja honom. Till förste vice talman valdes Kenneth G. Forslund (S), efter förslag av Socialdemokraterna och Centerpartiet. Även Forslund valdes med acklamation.
Till andre vice talman föreslog Sverigedemokraterna, Kristdemokraterna, Liberalerna och Moderaterna Julia Kronlid (SD). Miljöpartiet och Vänsterpartiet föreslog Janine Alm Ericson (MP). Centerpartiet avsåg att rösta blankt för att inte stödja Kronlid. Socialdemokraterna yttrade sig inte, men hade tidigare meddelat att de avsåg att rösta blankt.
Miljöpartiet begärde sluten omröstning. För att väljas till vice talman krävdes då mer än hälften av de avlagda rösterna i den första eller andra valomgången, alternativt högst antal röster i en tredje och avgörande valomgång. Då minst tre ledamöter avvek från partilinjen uppnådde ingen majoritet i den första valomgången. I den andra valomgången valdes Julia Kronlid till andre vice talman, med 174 av 347 avlagda röster. Även i denna valomgång avvek alltså minst två ledamöter från partilinjen.
Centerpartiet föreslog att Kerstin Lundgren (C) skulle återväljas som tredje vice talman, medan Vänsterpartiet med stöd av Miljöpartiet föreslog avgående andre vice talman Lotta Johnsson Fornarve (V). Socialdemokraterna avsåg att rösta blankt. Övriga partier yttrade sig inte i debatten. Ingen av de föreslagna ledamöterna fick mer än hälften av de avgivna rösterna, vare sig i den första eller andra valomgången. I den tredje valomgången valdes Kerstin Lundgren med 57 av 346 röster. Även i detta val avvek ledamöter från partilinjerna; dessutom lades röster på Martin Ådahl (C), Ali Esbati (V) och Björn Söder (SD), som dock inte var föreslagna.

### Riksmötets öppnande
Den 27 september genomfördes Riksmötets öppnande. På begäran av talman Andreas Norlén förklarade kung Carl XVI Gustaf riksmötet 2022/2023 öppnat.

### Allmänna motionstiden
Den 27 september inleddes allmänna motionstiden. Den avslutas femton dagar efter det att regeringen lämnat sin budgetproposition, dock senast den 30 november då regeringen under ett valår måste avge sitt budgetförslag senast den 15 november. Allmänna motionstiden 2022 avslutades den 23 november. 2 235 motioner lämnades in.

### Statsministeromröstning
Genom Tidöavtalet kunde ett regeringsunderlag bildas av Moderaterna (med 68 mandat), Kristdemokraterna (19 mandat) och Liberalerna (16 mandat) i regeringsställning med stöd av Sverigedemokraterna (73 mandat) utanför regeringen. Statsministeromröstningen genomfördes måndagen den 17 oktober 2022 med röstsiffrorna 176 för och 173 mot. Ulf Kristersson läste upp sin regeringsförklaring i riksdagen den 18 oktober 2022 och samma dag hölls skifteskonselj som leddes av kung Carl XVI Gustaf och där statsministern, de övriga statsråden, kronprinsessan Victoria och riksdagens talman Andreas Norlén deltog. Det skedde i konseljsalen på Kungliga slottet.

## Riksdagens sammansättning
Under verksamhetsåret lämnade Sverigedemokraten Elsa Widding sitt parti, men valde att stanna kvar i riksdagen som politisk vilde vilket meddelades 1 maj 2023.
| 26 september 2022 t.o.m. 30 april 2023                  | 26 september 2022 t.o.m. 30 april 2023                  | 26 september 2022 t.o.m. 30 april 2023                  | 26 september 2022 t.o.m. 30 april 2023                  | fr.o.m. 1 maj 2023                                      | fr.o.m. 1 maj 2023                                      | fr.o.m. 1 maj 2023                                      | fr.o.m. 1 maj 2023                                      |
| ------------------------------------------------------- | ------------------------------------------------------- | ------------------------------------------------------- | ------------------------------------------------------- | ------------------------------------------------------- | ------------------------------------------------------- | ------------------------------------------------------- | ------------------------------------------------------- |
| En schematisk bild över mandatfördelningen i riksdagen. | En schematisk bild över mandatfördelningen i riksdagen. | En schematisk bild över mandatfördelningen i riksdagen. | En schematisk bild över mandatfördelningen i riksdagen. | En schematisk bild över mandatfördelningen i riksdagen. | En schematisk bild över mandatfördelningen i riksdagen. | En schematisk bild över mandatfördelningen i riksdagen. | En schematisk bild över mandatfördelningen i riksdagen. |
| F                                                       | Parti                                                   | PB                                                      | Mandat                                                  | F                                                       | Parti                                                   | PB                                                      | Mandat                                                  |
|                                                         | Socialdemokraterna                                      | S                                                       | 107                                                     |                                                         | Socialdemokraterna                                      | S                                                       | 107                                                     |
|                                                         | Sverigedemokraterna                                     | SD                                                      | 73                                                      |                                                         | Sverigedemokraterna                                     | SD                                                      | 72                                                      |
|                                                         | Moderaterna                                             | M                                                       | 68                                                      |                                                         | Moderaterna                                             | M                                                       | 68                                                      |
|                                                         | Vänsterpartiet                                          | V                                                       | 24                                                      |                                                         | Vänsterpartiet                                          | V                                                       | 24                                                      |
|                                                         | Centerpartiet                                           | C                                                       | 24                                                      |                                                         | Centerpartiet                                           | C                                                       | 24                                                      |
|                                                         | Kristdemokraterna                                       | KD                                                      | 19                                                      |                                                         | Kristdemokraterna                                       | KD                                                      | 19                                                      |
|                                                         | Miljöpartiet                                            | MP                                                      | 18                                                      |                                                         | Miljöpartiet                                            | MP                                                      | 18                                                      |
|                                                         | Liberalerna                                             | L                                                       | 16                                                      |                                                         | Liberalerna                                             | L                                                       | 16                                                      |
|                                                         | utan partibeteckning                                    | –                                                       | 0                                                       |                                                         | utan partibeteckning                                    | –                                                       | 1                                                       |
|                                                         | Totalt                                                  | Totalt                                                  | 349                                                     |                                                         | Totalt                                                  | Totalt                                                  | 349                                                     |

## Nyckelpersoner i riksdagen och partierna

### Talmanspresidiet
| Talman             | Första vice talman      | Andra vice talman  | Tredje vice talman   |
| Andreas Norlén (M) | Kenneth G. Forslund (S) | Julia Kronlid (SD) | Kerstin Lundgren (C) |
| ------------------ | ----------------------- | ------------------ | -------------------- |

### Partiledare
- S: Magdalena Andersson
- SD: Jimmie Åkesson
- M: Ulf Kristersson
- V: Nooshi Dadgostar
- C: Annie Lööf (till 2 februari  2023) 
 Muharrem Demirok (från 2 februari 2023)
- KD: Ebba Busch
- MP: Märta Stenevi (språkrör) och Per Bolund (språkrör)
- L: Johan Pehrson

### Partiernas gruppledare i riksdagen vid riksmötets öppnande
Vid den nyvalda riksdagens första sammanträde den 26 september 2022 anmälde partierna följande gruppledare för mandatperioden:
- S: Gunilla Carlsson[8]
- SD: Henrik Vinge[9]
- M: Tobias Billström[10]
- V: Samuel Gonzalez Westling[11]
- C: Daniel Bäckström[12]
- KD: Camilla Brodin[13]
- MP: Rasmus Ling[14]
- L: Mats Persson[15]

### Partiernas gruppledare i riksdagen efter tillträdandet avregeringen Kristersson
- S: Lena Hallengren[16]
- SD: Henrik Vinge 
 Linda Lindberg (från april 2023)[17]
- M: Mattias Karlsson[18]
- V: Samuel Gonzalez Westling[19]
- C: Daniel Bäckström[20]
- KD: Camilla Brodin[21]
- MP: Rasmus Ling
Annika Hirvonen (från 2023)[22]
- L: Lina Nordquist[23]